# 황새풀

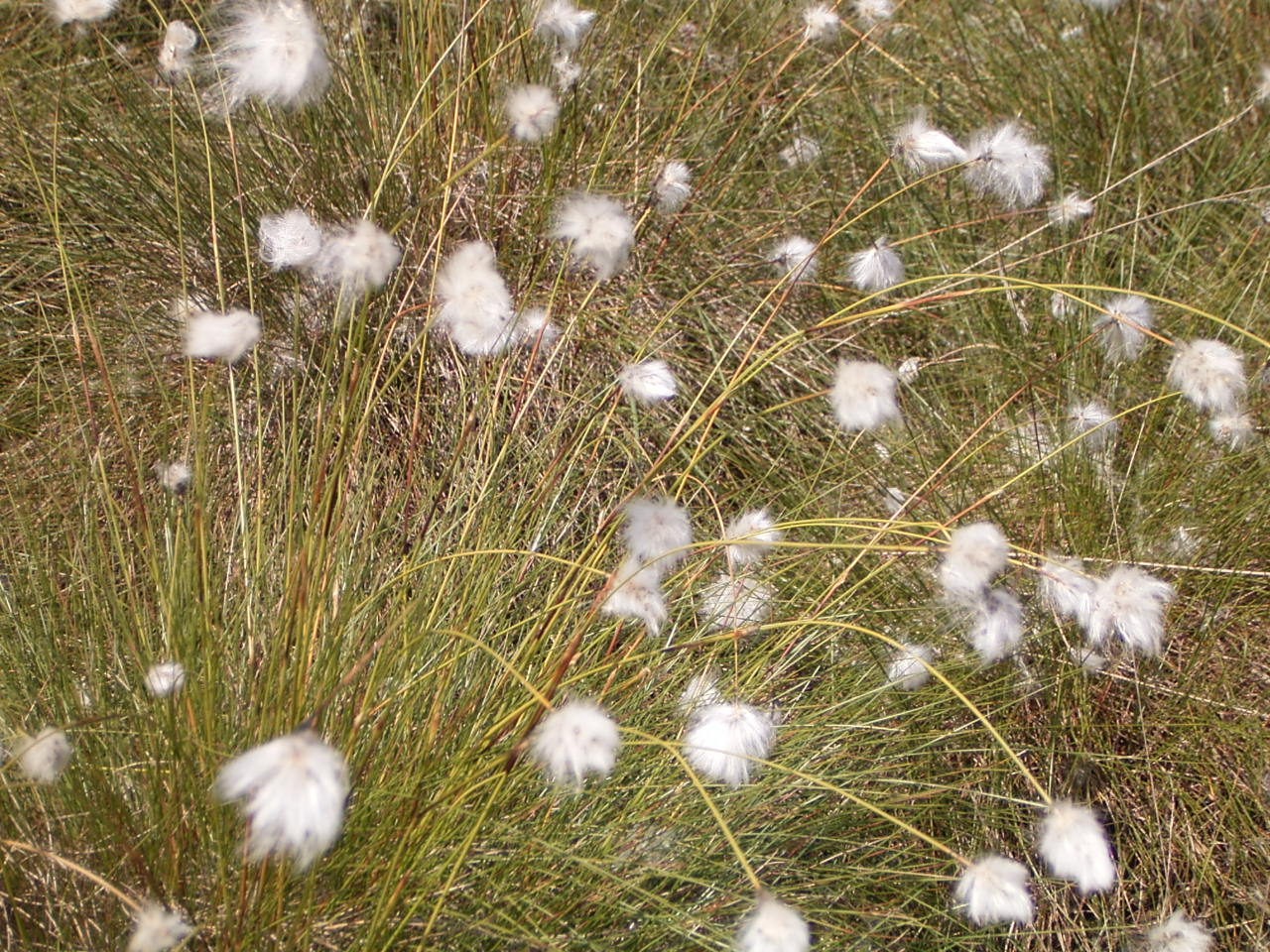

황새풀(Eriophorum vaginatum, hare's-tail cottongrass, tussock cottongrass, sheathed cottonsedge)은 한국 강원도 이북의 습지에서 자라는 여러해살이풀이다. 고원지대의 습지에서 자란다. 뿌리 줄기는 짧고 무더기로 나와서 높이 30-60cm로 자란다. 잎은 딱딱하고 삼각형이며, 나비 1-1.5mm로서 끝이 뾰족하고 꽃줄기에 1-2개의 잎집이 있다. 꽃은 6-8월에 피고 꽃줄기 끝에 1개의 꽃이삭이 달린다. 꽃이삭은 꽃이 필 때는 좁은 난형이며 긴 삼각형의 막질 비늘조각으로 덮여서 잿빛이 도는 검은색이지만 꽃이 핀 다음에는 비늘조각 사이로 길이 2-2.5cm 되는 흰털 같은 화피갈래조각이 자라나기 때문에 솜뭉치같이 되는데 황새털처럼 보인다고 이름붙여졌다. 한국(함남·함북)을 비롯하여 북반구의 냉대 지역에 널리 분포한다. 북한에서 천연기념물로 지정하여 보호하고 있다.